# Den farliga leken (film, 1933)
Den farliga leken är en svensk komedifilm från 1933 i regi av Weyler Hildebrand.

## Om filmen
Filmen baserades troligen på en tysk komedi som skrevs av Franz Arnold och Ernst Bach även om Edvard Persson hävdade att manuset var ett originalarbete. 1930 spelades en film in i regi av Gustaf Bergman där endast titeln är gemensam med denna film, se Den farliga leken (film, 1930).  
Filmen spelades in i Europa Studio i Råsunda av Ernst Westerberg och premiärvisades den 18 april 1933 i Stockholm. 

## Rollista i urval
- Margit Rosengren – Lola Brio, grammofonsångerska och revyprimadonna
- Edvard Persson – August Vredberg, revisor från Lillköping
- Doris Nelson – fru Vredberg
- Ejvor Kjellström – Rut, fru Vredbergs dotter
- Åke Ohberg – Bruce, direktör för grammofonbolag
- Anders Frithiof – Smith, direktör
- Marianne Löfgren – Eva Möller alias Margit Smith, direktör Smiths dotter
- Gustaf Wally – herr Wallenberg, Lolas friare
- Harry Ahlin – direktör Wigert
- Åke Söderblom – Klang, schlagerkompositör
- Aurora Åström – Betty, Lolas hembiträde
- Tor Borong – ficktjuvarnas konung
- Bertil Berglund – kypare på Atlantic
- Sune Holmqvist – kontorspojke på grammofonbolaget
- Lisa Wirström – städerska på tåget

## Musik i filmen
- Det finns något visst i ditt öga, kompositör Sten Axelson, text Edvard Persson, sång Margit Rosengren, Åke Ohberg och Edvard Persson
- Gör ett undantag för mej, kompositör Sten Axelson, text Åke Söderblom, sång Margit Rosengren
- La donna è mobile, (Ack, som ett fjun så lätt) ur Rigoletto, kompositör Giuseppe Verdi, text Francesco Maria Piave, svensk text Ernst Wallmark, instrumental framförs på piano.
- I älskande hjärtan är det vår, kompositör Erik Baumann, instrumental.
- I en viss liten visa om våren, kompositör Sten Axelson, sång Marianne Löfgren och Åke Ohberg
- Jag är mer än millionär, kompositör Sten Axelson, text Edvard Persson, sång Margit Rosengren och Gustaf Wally